# Őrült, rossz értelemben (Így jártam anyátokkal)
Az Őrült, rossz értelemben az Így jártam anyátokkal című televízió-sorozat nyolcadik évadának tizenhatodik epizódja. Eredetileg 2013. február 11-én vetítették, míg Magyarországon 2013. október 28-án.
Ebben az epizódban Ted nem mer szakítani a nyilvánvalóan teljesen őrült barátnőjével, Jeanette-tel. Robin végre fel kell, hogy vegye Marvint, mely kalandos körülmények közepette zajlik.

## Cselekmény
Jövőbeli Ted elmondja a gyerekeinek, hogy bár számtalanszor állította azt eddig, hogy szeretne végre megállapodni és abbahagyni a randizást, de szinglinek lenni nem is volt olyan rossz. Viszont azok után, hogy összejött Jeanette-tel – aki a leendő felesége előtti utolsó barátnője volt – érett meg benne komolyan az elhatározás, hogy nincs több randizgatás, komoly kapcsolatot akar.
A lakásban a többiek épp arról beszélnek, hogy Jeanette dühében bedobta Ted tévéjének a képernyőjét. Marshall és Barney szerint szakítania kellene vele, de Ted szerint csak azért javasolják ezt, mert kell nekik a lakása. Jövőbeli Ted elmagyarázza, hogy 2013 elején ő volt az egyetlen egyedülálló a csapatban, így hát ha a barátai vettek valamit, amit nem tarthattak a lakásban, azt mind hozzá vitték. Azért azt belátja, hogy tényleg őrült, és hogy szakítani fog vele, méghozzá egy nyilvános helyen, hogy ne csináljon jelenetet. El is mennek egy meccsre, ahol azonban Jeanette üvöltözni kezd a bíróval. Később a lakásán azt meséli Barneyéknak, hogy szakított vele, és elmegy egy kis időre, de megmondja nekik, hogy ha Jeanette itt járna, semmiképp ne engedjék be. Természetesen azonnal meg is jelenik, és bár megijednek tőle, végül mégis beengedik Ted szobájába, mert azt állítja, hogy egy könyvet akar csak elvinni, ami nála maradt. Mikor Ted visszaérkezik, még mindig ott van, törni-zúzni kezd, elbarikádozza magát és közli, hogy nem jön ki onnan. Erre jó esélyei vannak, mert Ted a szobájában hagyott egy mobil túlélőfelszerelést, amit még a hurrikán idején szerzett be. Ha ez nem lenne elég, hiába hívják rá a rendőrséget, kiderül, hogy Jeanette is rendőr, és ő beszél a központtal a rádióján keresztül, hogy megnézi az eseményt.
Tednek elege lesz, és felveszi a Boba Fett jelmezét, hogy azzal induljon szembenézni vele. Marshall megkérdezi, hogy miért van ennyire kiborulva a szakítástól, mire Ted bevallja, hogy igazából nem is szakítottak, mert mielőtt bármit is mondhatott volna neki, Jeanette megvádolta azzal, hogy szerelmes Lilybe és őrjöngeni kezdett, ami miatt kidobták őket. Úgy gondolta, hogy a balhé miatt az lesz a legjobb, ha nem találkozik vele többet. Marshall és Barney határozottan kérik, hogy szakítson vele, és ha bármi lenne, ők jönnek majd segíteni. Öt perccel később Ted legurul a jelmezében a lépcsőn. Közben Lily és Robin is megérkeznek, akik nem értik a helyzetet. Robin szerint a szituáció nem olyan egyszerű, mert egy idős hölgyismerőse azt mondta neki, hogy ha a másik fél vegyes jelzéseket küld, akkor azt azt jelenti, hogy ő is őrült egy kicsit, és a nő ezért viselkedik így. Ted kénytelen bevallani, hogy miután a meccsen összebalhéztak, csókolózni kezdtek, és ezután dobták ki őket. Ráadásul az előbb is, amikor felment az emeletre, Jeanette-en a piros cowboycsizmája volt, ami szintén elvonta a figyelmét és egymásnak estek ahelyett, hogy szakítottak volna. Lily szerint mivel mindketten őrültek valamilyen szinten, ezért talán érdemes lehet addig együtt maradniuk, míg (szó szerint) minden lángokban nem áll körülöttük.
Közben míg Lily és Robin együtt voltak, Robinnak meg kellett volna fognia egy kicsit Marvint, ami miatt rendkívül ideges volt. Jövőbeli Ted szerint az első nyolc hónapban szabályosan kerülte, hogy meg kelljen őt fogni, annyira rettegett. Később aztán amikor ebédeltek, Lilynek eszébe jutott, hogy Marvin cumija fennmaradt a buszon, ezért megkérte Robint, hogy vigyázzon Marvinra. Csakhogy Lily alig ment el, Marvin sírni kezdett, Robin pedig, aki továbbra sem akarta felvenni őt, megpróbálta megnyugtatni. Amikor Lily visszatért, azt mondta neki, hogy csak sírt egy kicsit, de nem volt semmi extra.
Négy évvel később aztán, miközben együtt boroztak, Robinnak be kellett vallania, hogy nem egészen így voltak a dolgok. Ugyanis hagyta, hogy egy idegen felvegye Marvint, hogy megnyugtassa. Lily szerint nincs ezzel gond,hiszen már 4 éve történt, és különben sem történt semmi más ezen kívül.
Nyolc évvel később újra találkoztak, ekkor Robinnak ismét el kellett mondania egy részletet: mikor az idős hölgy felvette Marvint, elgurult a babakocsi, és neki kellett utánaszaladnia. Újabb két évvel később azt is bevallja, hogy mivel nagyon hideg volt, mindannyian bementek egy közeli meleg helyre: egy sztriptízbárba. Újabb 2 év múlva azt is bevallja, hogy egyedül hagyta Marvint az idős hölggyel, amíg elment vécére. A következő évben aztán elmondja a teljes igazságot: az nem egy idős hölgy volt, hanem Mike Tyson. Lily dühös, mert 17 évet kellett várnia arra, hogy megtudja, hogy Mike Tyson (aki akkor már szenátor) ringatta álomba a fiát.
A jelenbe visszatérbe Lily észrevétlenül Robin kezébe adja Marvint, amíg ő Tedhez beszél. Megdöbben, de nagyon jó érzésnek találja, olyannyira, hogy később már el sem akarja engedni. A zárójelenetben hajnali 3 órakor még mindig ott van Lilyéknél és Marvint tartja a kezében, és nem is nagyon akar elmenni – egész addig, míg Marvin be nem csinál a pelenkájába...

## Kontinuitás
- Jövőbeli Ted az epizód elején megemlíti, hogy fiatal szinglinek lenni nagyon jó volt New Yorkban, majd jön egy montázs néhány korábbi barátnőjéről. Ők a következők: Amy ("Most figyelj"), Jen ("Duplarandi"), Trudy és Rachel ("Tricikli"), Vicky ("A pucér pasi"), Mary ("Mary, az ügyvédbojtár"), Naomi ("A lotyós tök visszatér") Láthatók még visszaemlékezések máskorról: Ted és Barney a Ledér Leopárdban ("A pulykával tömött pocak"), a Szent Patrik napi buli ("Nincs holnap"), a Victoria's Secret buli ("A görcs")
- Jeanette viseli Ted piros cowboycsizmáját.
- Barney továbbra sem mondja el, mi a foglalkozása.
- Ted és Marshall megint jeleneteket adnak elő "A tégla" című filmből, ahogy a "Zenekar vagy DJ?" című részben is.

## Jövőbeli visszautalások
- A nyitójelenet a "Fergeteges hétvége" című részben játszódik.
- Az előretekintések során Lily és Robin megegyeznek abban, hogy "gyakrabban kellene összejönniük", ami egy utalás az "Örökkön örökké" című epizód történéseire is, hiszen Robin ekkorra eltávolodok a csapattól.

## Érdekességek
- A 12 évvel való előretekintés során Lily még mindig fiatalosnak néz ki, miközben az "Így találkoztam a többiekkel" című részben a 2020-as Lily már elég idősnek van ábrázolva.
- Amikor Robin és Mike Tyson beszélgetnek, miközben elgurul a babakocsi, jól látható, hogy az nem magától indul meg, hanem a Robint játszó Cobie Smulders löki azt meg.
- Az epizód angol címe (Bad Crazy) rímel a hetedik évad "Good Crazy" ("Jófajta hüyeség") című epizódjának címére.

## Vendégszereplők
- Abby Elliot – Jeanette
- Reatha Grey – idős hölgy
- Mike Tyson

## Zene
- Gustav Holst – Mars

## Fordítás
- Ez a szócikk részben vagy egészben  a   Bad Crazy című angol Wikipédia-szócikk ezen változatának fordításán alapul.  Az eredeti cikk szerkesztőit annak laptörténete sorolja fel. Ez a jelzés csupán a megfogalmazás eredetét és a szerzői jogokat jelzi, nem szolgál a cikkben szereplő információk forrásmegjelöléseként.